# イチロー!
『イチロー!』は、未影の4コマ漫画作品。芳文社『まんがタイムきららMAX』2006年3月号より2010年6月号まで連載。また、姉妹誌の『まんがタイムきららキャラット』でも2006年7月号より2009年10月号まで隔月掲載されていた。単行本全5巻。
タイトルの「イチロー!」は人名ではなく「一浪」の意。

## あらすじ
大学受験に失敗してしまった小西ななこは、同じく受験に失敗した中澤茜と共に予備校へ通うことになる。そのため、予備校に近い神社の境内にある寮へ引っ越して茜と共同生活を始めるが、神社の雑事を手伝わされるわシスコンの兄や1人だけ大学に合格した百合っ娘の詩乃につきまとわれるわで受験勉強は全然はかどらず、ただひたすらに日々が過ぎて行く。

## 登場人物
小西 ななこ（こにし ななこ）
主人公。18歳。大学受験に失敗し、実家を離れて予備校通いを始めるが周囲の変人たちに足を引っ張られてなかなか志望校の合格判定が出ないことが悩み。基本的に常識人かつしっかり者で、ルームメイトの茜に対するツッコミ役。母親を早くに亡くしており、残った父と兄の性格もあってか、かなりの貧乏性。なぜか茜・詩乃ら同性や家族（父・兄）に異常に好かれている。
中澤 茜（なかざわ あかね）
18歳。ななこの親友で幼稚園時代からの腐れ縁。ななこと同じ大学を受験し、不合格になってしまったので揃って予備校に入り寮生は2人だけの寮で共同生活を始める。集中力が続かず、ついついゲームに手を出してしまいななこに怒られることが多いが一巻の中盤以降は徹夜で勉強やゲームをするなどのものすごい集中力を発揮し、ななこに「両極端」と言わしめた。幼稚園時代はおとなしい性格だったが友達になったななこの影響で重度のゲーマーとなってしまいゲームをしないと体調不良になる。神社の手伝いで着る巫女服が気に入っており、着替えずに外出することもしばしばある。
紫 詩乃（むらさき しの）
18歳。ななこの高校時代の同級生で、ななこをターゲットにした重度の百合っ娘。ななこと同じ大学に通えるものとばかり思っていた所を1人だけ大学に合格してしまい、大学をさぼって授業料を払った上でななこの予備校に顔を出すことが多い。普段はななこと茜の仲を引き裂くことばかり考えている。
ばあさん
本名不詳。女性神職で、神社の宮司と寮の大家を兼ねている。性格はかなり悪いが、遊び相手になってくれる茜とはそれなりに上手く行っている。クーラー完備で寮には光ファイバーパソコンがある資料室や、運動不足解消のためのフィットネスルームもあるが全てばあさん専用。
杏子（あんこ）
29歳。ばあさんの孫娘で、寮の管理人。祖母が付けた名前の読みを気に入っておらず、対外的には「きょうこ」と読ませている。花嫁学校に5年間通っただけあって料理は上手だが、縁談は全く無い。浪人である茜を管理人でありながらもゲームに誘うほどのゲーマーで次の日にはだいたい死んでいる。
兄（あに）
ななこの兄。本名不詳。重度のシスコンで、ななこが実家を出たことにショックを受けて会社を辞め、半ばストーカー状態でななこを見守る生活を送るようになる。詩乃とはななこをめぐるライバルだが、たまに意気投合する。連載初期は頻繁に出没するキャラだったが、第一巻後半にて漢を上げるための修行の旅に出ると言い姿を消す。その後はななこ宛にエアメールを送っていることが確認されているため現在は外国にいる模様。
父（ちち）
ななこの父親。本名不詳。母親亡き後、苦労をかけたななこを大事にしており、詩乃や兄の偏愛ぶりよりはかなり大人しめだが、裏で詩乃とななこの写真をトレードしている。金銭管理が甘く、すぐに衝動買いをしてしまうためななこの苦労に拍車をかけていた。
三葉 かなめ（みつば かなめ）
予備校の担任講師だが、大手同人サークルの主宰者で「お盆と年末は副業が忙しい」と言い切る一方で「講師は副業」と公言する投げやりな人物。かなり小柄で若々しく年齢不詳だが、杏子が短大に入学した時点では既にOGで30代中盤と思われる千葉に敬語で話しかけられている。
小呂館（おろだて）
当初は自ら塾を経営していたが、神社のお告げの通りにするようになってから経営不振に陥ってしまう。その後ななこ達の通う予備校の講師となる。担当は世界史。
進藤 まい（しんどう まい）
予備校生。腐女子。友達がおらず、予備校で目立っていたななこと茜に目を付けて友達になろうとするがアプローチの仕方がまずく色々と誤解されてしまう。結果的には友達になる事に成功し、ななこには常識人の友達として重宝されている。
小鳥遊 梢（たかなし こずえ）
予備校生で、現役の高校生。講義の際に偶然隣の席になったななこを一方的にライバル視している。受講料が免除される程の有名進学校に通っているが、校内での学力はあまり高くない。人付き合いが苦手で友人も少ないと思われる描写があり、自分に親身に接してくれた茜を非常に強く意識するようになる。強い癖毛持ちで、普段でも毛先が放射状に広がっている上、寝起きや極度に緊張した際などは全体が逆立つ程になる。両親も含めて瞳には星形のハイライトが描かれている。得意科目は理科と地歴、地理･世界史は未選択。
まゆら
ななこがバイトをすることになったメイド喫茶の先輩。詩乃と同じ大学に通う先輩であり、かなめとも親しい。学力は高く、料理などもこなせるがセンスは独創的、酒癖はかなり悪いようである。
千葉
メイド喫茶を経営している店長。かなめとは古い知り合い。
八百屋さん
本名不詳。神社の近くで八百屋を経営している。熱心な巫女マニアだが、あくまで標準的な巫女服のみを好んでいる。メイド喫茶が新しい制服を考える際には和風のデザインを提案するなど協力している。
若葉（わかば）
神社の近くにある八百屋の娘。父が巫女属性のため巫女嫌いで神社の手伝いをしているななこたちに嫉妬の念を抱いており、境内でいたずらを繰り返していた。無口ツンデレ。
若葉の母
八百屋の妻で、若葉の母親。夫の巫女趣味のために家を出て行ったとだけ言われていたが実は喜ばせるために巫女服を着てみせた所ダメ出しを受けたことがきっかけとなって東北へ巫女修行に出ていたため、終盤になってから登場した。そのため周囲からは長い間夫に愛想を尽かして逃げたと思われていたが、実際の家族仲は非常に良好なものであった。

## 既刊一覧
1. 2007年5月11日初版発行 ISBN 978-4-8322-7624-6
2. 2007年12月12日初版発行 ISBN 978-4-8322-7664-2
3. 2008年9月12日初版発行 ISBN 978-4-8322-7722-9
4. 2009年8月11日初版発行 ISBN 978-4-8322-7824-0
5. 2010年7月11日初版発行 ISBN 978-4-8322-7918-6